# Стоян Леков
Стоян Леков, наричан Царо или Царот или Царя, е български революционер, войвода на Вътрешната македонска революционна организация.

## Биография
Роден е в 1879 година в кратовското село Горно Кратово, тогава в Османската империя, днес в Северна Македония. Остава без образование. Влиза във ВМОРО и от 1903 година е начело на комитета в Горно Кратово.
От 1907 година е нелегален четник и участва в сражението при Опила, Паланечко.
След окупацията на родния му край от Сърбия, в 1914 година минава в нелегалност. От началото на 1915 година е куриер при кратовския войвода Дончо Ангелов, а от април 1915 година войвода в Кратовско.
| Кратовска чета на куриер, 1 март - 26 март 1915 година | Кратовска чета на куриер, 1 март - 26 март 1915 година | Кратовска чета на куриер, 1 март - 26 март 1915 година | Кратовска чета на куриер, 1 март - 26 март 1915 година | Кратовска чета на куриер, 1 март - 26 март 1915 година |
| Номер                                                  | Име                                                    | Селище                                                 | Околия                                                 | Забележка                                              |
| ------------------------------------------------------ | ------------------------------------------------------ | ------------------------------------------------------ | ------------------------------------------------------ | ------------------------------------------------------ |
| 1.                                                     | Стоян Леков                                            | Горно Кратово                                          | Кратовско                                              |                                                        |
| 2.                                                     | Яне Алексов                                            | Нежилово                                               | Кратовско                                              |                                                        |
| 3.                                                     | Величко Георгиев                                       | Койково                                                | Кратовско                                              |                                                        |
| 4.                                                     | Серафим Трайков                                        | Ветуница                                               | Паланечко                                              |                                                        |
| 5.                                                     | Димчо Авксентиев                                       | Емирица                                                | Кратовско                                              |                                                        |
| 6.                                                     | Димитрия Иванов                                        | Ямища                                                  | Кратовско                                              |                                                        |

| Чета на Стоян Леков, 2 април - 10 май 1915 година | Чета на Стоян Леков, 2 април - 10 май 1915 година | Чета на Стоян Леков, 2 април - 10 май 1915 година | Чета на Стоян Леков, 2 април - 10 май 1915 година | Чета на Стоян Леков, 2 април - 10 май 1915 година |
| Номер                                             | Име                                               | Селище                                            | Околия                                            | Забележка                                         |
| ------------------------------------------------- | ------------------------------------------------- | ------------------------------------------------- | ------------------------------------------------- | ------------------------------------------------- |
| 1.                                                | Гаврил Донев                                      | Секулица                                          | Кратовско                                         |                                                   |
| 2.                                                | Тодор Саздов                                      | Горни Стубол                                      | Кратовско                                         |                                                   |
| 3.                                                | Марко Илиев                                       | Приковци                                          | Кратовско                                         |                                                   |
| 4.                                                | Стефан Георгиев                                   | Кратово                                           | Кратовско                                         |                                                   |
| 5.                                                | Стойчо Петрев                                     | Кратово                                           | Кратовско                                         |                                                   |
| 6.                                                | Серафим Трайков                                   | Ветуница                                          | Планечко                                          |                                                   |
| 7.                                                | Иван Стоянов                                      | Ямища                                             | Кратовско                                         |                                                   |
| 8.                                                | Янко Симеонов                                     | Кнежово                                           | Кратовско                                         |                                                   |
| 9.                                                | Стоимен Мисов                                     | Кнежово                                           | Кратовско                                         |                                                   |
| 10.                                               | Пано Иванчов                                      | Гризилевци                                        | Кратовско                                         |                                                   |
| 11.                                               | Григор Гьорев                                     | Бучища                                            | Кратовско                                         |                                                   |
| 12.                                               | Санде Христов                                     | Балван                                            | Щипско                                            |                                                   |
| 13.                                               | Димитрия Иванов                                   | Ямища                                             | Кратовско                                         |                                                   |

| Кратовска чета на Стоян Леков, 19 май - 6 август 1915 година | Кратовска чета на Стоян Леков, 19 май - 6 август 1915 година | Кратовска чета на Стоян Леков, 19 май - 6 август 1915 година | Кратовска чета на Стоян Леков, 19 май - 6 август 1915 година | Кратовска чета на Стоян Леков, 19 май - 6 август 1915 година |
| Номер                                                        | Име                                                          | Селище                                                       | Околия                                                       | Забележка                                                    |
| ------------------------------------------------------------ | ------------------------------------------------------------ | ------------------------------------------------------------ | ------------------------------------------------------------ | ------------------------------------------------------------ |
| 1.                                                           | Стефан Георгиев                                              | Кратово                                                      | Кратовско                                                    |                                                              |
| 2.                                                           | Гаврил Донев                                                 | Сакулица                                                     | Кратовско                                                    |                                                              |
| 3.                                                           | Глигор Нанев                                                 | Долни Стубол                                                 | Кратовско                                                    |                                                              |
| 4.                                                           | Тодор Саздов                                                 | Горни Стубол                                                 | Кратовско                                                    |                                                              |
| 5.                                                           | Стефан Велков                                                | Кратово                                                      | Кратовско                                                    |                                                              |
| 6.                                                           | Иван Николов                                                 | Кратово                                                      | Кратовско                                                    |                                                              |
| 7.                                                           | Марко Илиев                                                  | Приковци                                                     | Кратовско                                                    |                                                              |
| 8.                                                           | Янко Симеонов                                                | Кнежово                                                      | Кратовско                                                    |                                                              |
| 9.                                                           | Иван Стоянов                                                 | Ямища                                                        | Кратовско                                                    |                                                              |
| 10.                                                          | Анани Лазов                                                  | Лесново                                                      | Кратовско                                                    |                                                              |
| 11.                                                          | Лазко Колев                                                  | Пробищип                                                     | Кратовско                                                    |                                                              |
| 12.                                                          | Лазо Станишков                                               | Нежилово                                                     | Кратовско                                                    |                                                              |
| 13.                                                          | Димитрия Иванов                                              | Ямища                                                        | Кратовско                                                    |                                                              |
| 14.                                                          | Марко Арсов                                                  | Стубол                                                       | Кратовско                                                    |                                                              |
| 15.                                                          | Стоимен Нацев                                                | Петършино                                                    | Кратовско                                                    |                                                              |
| 16.                                                          | Йордан Митрев                                                | Секулица                                                     | Кратовско                                                    |                                                              |
| 17.                                                          | Димитрия Иванов                                              | Ямища                                                        | Кратовско                                                    |                                                              |

След Първата световна война живее в Кюстендил. Става паланечки войвода на ВМРО, където през 1921 и 1922 година води няколко тежки сражения.
През април 1924 година четата му е обградена от сръбски потери и след няколкочасово сражение всички четници загиват. Негов заместник в района става Стоян Върбенов.